# IGLU-Studie 2006
Die IGLU-Studie 2006 war eine IGLU-Studie für Deutschland aus dem Jahr 2006. Mit PIRLS (Progress in International Reading Literacy Study) / IGLU (Internationale Grundschul-Lese-Untersuchung) wurde 2006 das Leseverständnis von Schülern der vierten Jahrgangsstufe international vergleichend getestet. IGLU-E 2006 war eine nationale Erweiterung, an der sich alle deutschen Bundesländer beteiligten. Die Studie IGLU-E 2006 sollte vertiefende Erkenntnisse zu der neuen Schuleingangsphase, zu Ganztagsschulangeboten und der Nutzung der neuen Medien in der Schule und im Deutschunterricht, den soziokulturellen Hintergründen der Schüler und ihrem Leseselbstkonzept sowie zu spezifischen Förderangeboten im Lesen für Jungen erbringen.

## Die Studie 2006
PIRLS ist eine Studie der International Association for the Evaluation of Educational Achievement (IEA). Die IEA hat die Gesamtverantwortung für die internationale Organisation von PIRLS 2006 an das Boston College Chestnut Hill, MA, USA delegiert. Die Aufbereitung des internationalen Datensatzes erfolgt am IEA Data Processing Center (DPC) in Hamburg.
In Deutschland wurden IGLU 2006 und IGLU-E 2006 unter der wissenschaftlichen Leitung von Wilfried Bos am Institut für Schulentwicklungsforschung (IFS) der Technischen Universität Dortmund durchgeführt. Mit der Projektleitung und -koordination war Sabine Hornberg betraut. Deutschland hatte sich, ebenfalls unter der Leitung von Wilfried Bos, bereits 2001 an PIRLS / IGLU beteiligt.

## Ergebnisse der Studie 2006 und Diskussion

### Kritik an der Lehrerempfehlung
Die Lehrerempfehlung wurde unter Bezug auf die IGLU-Studie kritisiert. Die Lehrerempfehlung stimmt nur teilweise mit den bei IGLU gemessenen Kompetenzen (Kompetenzen im Bereich Rechtschreibung) überein.
|                                    | Kompetenzstufe 1 (sehr schlechte Rechtschreibung) | Kompetenzstufe 2 | Kompetenzstufe 3 | Kompetenzstufe 4 (sehr gute Rechtschreibung) |
| ---------------------------------- | ------------------------------------------------- | ---------------- | ---------------- | -------------------------------------------- |
| Lehrerempfehlung für Hauptschule   | 75,4 %                                            | 56,8 %           | 25,6 %           | 5,8 %                                        |
| Lehrerempfehlung für Realschule    | 22,1 %                                            | 36,0 %           | 41,8 %           | 18,2 %                                       |
| Lehrerempfehlung für das Gymnasium | 2,5 %                                             | 7,1 %            | 32,7 %           | 76,0 %                                       |

Quelle: Bos et alii

### Zusammenhang zwischen Note und Leistung
Bei der IGLU-Studie konnte bewiesen werden, dass es zwar einen Zusammenhang zwischen Note und Leistung gibt, dieser aber nicht perfekt ist.
|                    | Kompetenzstufe 1 (sehr schlechte Rechtschreibung) | Kompetenzstufe 2 | Kompetenzstufe 3 | Kompetenzstufe 4 (sehr gute Rechtschreibung) |
| ------------------ | ------------------------------------------------- | ---------------- | ---------------- | -------------------------------------------- |
| Rechtschreibnote 1 | 0 %                                               | 0 %              | 1,8 %            | 30,7 %                                       |
| Rechtschreibnote 2 | 0 %                                               | 2,5 %            | 42,9 %           | 54,7 %                                       |
| Rechtschreibnote 3 | 6,5 %                                             | 23,8 %           | 34,0 %           | 14,7 %                                       |
| Rechtschreibnote 4 | 35,5 %                                            | 46,7 %           | 18,1 %           | 0 %                                          |
| Rechtschreibnote 5 | 48,4 %                                            | 22,1 %           | 2,9 %            | 0 %                                          |
| Rechtschreibnote 6 | 9,7 %                                             | 4,9 %            | 0,3 %            | 0 %                                          |

Quelle: Bos et alii
Es gibt keine einheitlichen Regelungen zur Benotung der Rechtschreibleistungen und darüber, welche Hilfsmittel bei Diktaten zugelassen sind. Zudem ist es uneinheitlich geregelt, wie Kinder mit Lernschwierigkeiten und Legastheniker benotet werden sollen. Die Note lässt zwar einen Vergleich von Kindern innerhalb von Schulklassen zu, man kann jedoch weniger leicht zwischen zwei Schulen oder gar zwischen Schulen in verschiedenen Bundesländern vergleichen.

### Soziale Herkunft leistungsschwacher Schüler
Bei der IGLU-Studie wurde auch die soziale Herkunft leistungsschwacher Schüler erforscht. Als leistungsschwach galt bei der IGLU-Studie ein Schüler, der nicht in der Lage war, kurze Sätze sinnvoll zu verstehen. Dies traf auf 10,3 % der Kinder in der vierten Klasse zu.
Insgesamt waren es nur 3 % der Akademikerkinder, aber 20 % der Kinder ungelernter Arbeiter, auf die dies zutraf.

### Soziale Selektion
In dieser Studie werden Lesefähigkeiten bzw. das Leseverständnis von Viertklässlern verglichen. Die Fähigkeiten der deutschen (Grund-)Schüler liegen nach dieser 2003 veröffentlichten Studie im internationalen Vergleich im vorderen Mittelfeld. Nach den ernüchternden Ergebnissen der PISA-Studien wirkte dies als Überraschung. Insbesondere gab es Anlass zu Diskussionen, ob im deutschen Schulsystem gravierende Probleme im Zeitraum zwischen der vierten Klasse (von IGLU untersucht) und der achten Klasse (von PISA untersucht) bestehen. Als mögliche Ursachen wurden vor allem der dazwischen liegende Schulwechsel und die Aufteilung in das dreigliedrige Schulsystem diskutiert. Die 2004 veröffentlichte zweite Studie sorgte für Diskussionsstoff über die Schullaufbahnempfehlungen der Lehrkräfte. Es wurde deutlich, dass selbst bei gleichen kognitiven Grundfähigkeiten und der Lesekompetenz für Kinder aus den beiden oberen Schichten die Odds Ratios, eine Gymnasialempfehlung zu erhalten 2,63 mal so hoch waren wie für ein Kind aus einem Haushalt aus unteren Schichten. Auch Kinder, deren beide Eltern in Deutschland geboren waren, wurden von den Lehrkräften bei gleicher Lesekompetenz bevorzugt (Odds Ratios: 2,11). Zu ähnlichen Ergebnissen kamen auch die LAU-Studie, die PISA-Studie und die AWO-Studie.
| Gymnasialempfehlungen: Mindestpunktzahl (Lesekompetenz) für den Übergang zum Gymnasium nach Ansicht … (Werte von 2001 in Klammern) | Gymnasialempfehlungen: Mindestpunktzahl (Lesekompetenz) für den Übergang zum Gymnasium nach Ansicht … (Werte von 2001 in Klammern) | Gymnasialempfehlungen: Mindestpunktzahl (Lesekompetenz) für den Übergang zum Gymnasium nach Ansicht … (Werte von 2001 in Klammern) |
| | … der Lehrer der Kinder | … der Eltern der Kinder |
| --- | --- | --- |
| Kinder aus der oberen Dienstklasse                                                                                                 | 537 (551) | 498 (530) |
| Kinder aus der unteren Dienstklasse                                                                                                | 569 (565) | 559 (558) |
| Kinder von Eltern aus dem Beruf Rountinedienstleistungen                                                                           | 582 (590) | 578 (588) |
| Kinder von Selbständigen | 580 (591) | 556 (575) |
| Kinder von Facharbeitern und leitenden Angestellten                                                                                | 592 (603) | 583 (594) |
| Kinder von un- und angelernter Arbeitern und Landarbeitern                                                                         | 614 (601) | 606 (595) |
| [ 4 ] | | |

Lesehilfe für die Tabelle: Kinder aus den oberen Schichten, die eine Gymnasialempfehlung der Lehrer erhielten, erzielten in einem unabhängigen Test zur Lesekompetenz im Schnitt 537 Punkte.
Das Ergebnis der IGLU-Studie 2007 in Hinsicht auf die Gymnasialempfehlung verweist auf soziale Ungerechtigkeiten:
- Lehrer empfehlen Kinder aus der obersten Schicht bereits mit 537 Punkten zum Gymnasium; Kinder un- und angelernter Arbeiter müssen hierfür aber 614 Punkte erreichen
- Eltern aus dieser obersten Dienstklasse (Großunternehmer, höhere Verwaltung …) sehen ihre Kinder bereits gymnasialtauglich, wenn sie nur 498 Punkte erreichen; Arbeiter möchten ihre Kinder erst dann aufs Gymnasium schicken, wenn sie 606 Punkte erreichen.
- Entgegen einem weit verbreiteten Vorurteil sind es nicht in erster Linie Arbeiter, die ihre Kinder nicht aufs Gymnasium schicken möchten (bereits bei 606 Punkten), sondern Lehrer (erst ab 614 Punkten).
- Während bei allen Kindern die erforderliche Punktzahl für eine Gymnasialempfehlung gesunken ist, stieg sie bei Kindern aus der untersten Schicht. Dabei ist zu beachten, dass die Hürde für einen Gymnasialübergang von Lehrern gegenüber Kindern aus der unteren Schicht stärker angestiegen ist als bei den un- und angelernten Arbeitern. Dramatisch gesunken ist die Hürde für Kinder aus der höchsten Herkunftsgruppe, sowohl bei den Lehrern, aber noch viel stärker bei den Eltern.
- Akademiker setzen sich gegenüber Lehrern besser durch als Arbeiter, wenn sie ihre Kinder aufs Gymnasium schicken wollen.

Während also Kinder aus der oberen Schicht für den Wechsel zum Gymnasium lediglich die Kompetenzstufe III („Relevante Einzelheiten im Text auffinden und miteinander in Beziehung setzen“) erreichen müssen, benötigen Kinder aus der untersten Schicht die höchste Kompetenzstufe (Kompetenzstufe V: „Abstrahieren, Verallgemeinern und Präferenz begründen“) für die Gymnasialempfehlung.

## Teilnehmerstaaten PIRLS / IGLU 2001 und 2006
Insgesamt nehmen 42 Staaten an PIRLS 2006 teil. An IGLU und IGLU-E 2006 nehmen in Deutschland alle 16 Bundesländer
teil.

### PIRLS 2001 und PIRLS 2006 (28 Staaten)
| Bulgarien  | Deutschland | Vereinigtes Königreich | Frankreich  | Hongkong  | Iran     | Island   |
| Israel     | Italien     | Kanada                 | Kuwait      | Lettland  | Litauen  | Marokko  |
| Mazedonien | Moldawien   | Neuseeland             | Niederlande | Norwegen  | Rumänien | Russland |
| Schottland | Schweden    | Singapur               | Slowakei    | Slowenien | Ungarn   | USA      |

### Nur PIRLS 2001 (7 Staaten)
| Argentinien | Belize | Griechenland Kolumbien | Tschechien Türkei | Zypern |

### Nur PIRLS 2006 (14 Staaten)
| Belgien (Fl) | Belgien (Fr.) | China | Dänemark | Georgien  | Indonesien | Luxemburg           |
| Österreich   | Polen         | Katar | Spanien  | Südafrika | Taipeh     | Trinidad und Tobago |

## Rahmenbedingungen und Leseleistungen von Grundschulkindern – was leisten Grundschulen? (Stand 2006)

### Die Internationale Grundschul-Lese-Untersuchung (IGLU / PIRLS) und ihre nationale Erweiterung (IGLU-E) im Jahr 2006
Vom 24. April bis zum 2. Juni 2006 nahm Deutschland auf Beschluss der Kultusministerkonferenz vom 4. März 2004 zusammen mit 41 anderen Ländern der Erde erneut an IGLU, der Internationalen Grundschul-Lese-Untersuchung teil. Diese Untersuchung wurde in Deutschland um eine nationale Erweiterungsstudie (IGLU-E) ergänzt, um vertiefende Erkenntnisse zur neuen Schuleingangsstufe und Ganztagsangeboten an Schulen, zum Einsatz neuer Medien und zum Leseselbstkonzept der Schüler sowie zur Leseförderung von Jungen zu gewinnen.

## Schwerpunkte (IGLU-E 2006)
Im Auftrag der Kultusministerkonferenz fand in Deutschland zusätzlich zur internationalen IGLU-Studie eine nationale Erweiterung (IGLU-E 2006) statt. In diesem Rahmen wurden einerseits ein Vergleich der in den Ländern erbrachten Leseleistungen von Grundschulkindern am Ende der vierten Jahrgangsstufe durchgeführt, andererseits werden neue, hiesigen Schul- und Unterrichtsentwicklungen angepasste Schwerpunkte gesetzt. Diese neuen Schwerpunkte sind:

### Das Leseselbstkonzept von Kindern
Es ist Teil des verbalen Selbstkonzepts und insbesondere in den ersten Schuljahren von zentraler Bedeutung. So beeinträchtigt eine früh einsetzende negative Rückmeldung zur Lesekompetenz das lesebezogene Selbstkonzept und kann zu erheblichen motivationalen Problemen führen (Chapman, Tunmer & Prochnow 2000). Schüler mit hohen Leseselbstkonzepten zeigen ein größeres Leseinteresse und eine größere Bereitschaft, Texte verstehen zu wollen (vgl. Henk & Melnick, 1992). Leseinteresse und lesebezogene Anstrengungsbereitschaft wiederum sind wichtige Determinanten der Leseleistung und daher bedeutsam für die Entwicklung und Förderung der Lesefähigkeit.

### Spezifische Förderangebote für Jungen
Jungen weisen im Lesen durchschnittlich geringere Lesekompetenzen auf als Mädchen und bevorzugen andere Texte. Vor diesem Hintergrund geht die IGLU 2006 Studie der Frage nach, inwieweit Lehrer die Lesekompetenzen und Lesevorlieben von Jungen berücksichtigen und in welchem Zusammenhang dies mit der Entwicklung ihrer Lesekompetenz steht.

### Digitale Medien
Sie gehören zunehmend zum Alltag der Kinder, und zwar sowohl als Unterhaltungsmedium wie auch als Arbeitsmittel und Lernmedium (Medienpädagogischer Forschungsverbund Südwest 2005). Im Verbund mit anderen Medien werden Computer und Internet immer häufiger im Unterricht genutzt. Für den Deutschunterricht bieten sich neben neuen Formen des Lesen- und Schreibenlernens Möglichkeiten zur Förderung von Kindern mit Lese- und Rechtschreibschwächen und neue Wege für die Förderung von stärkeren Schülern mit besonderen Sach- und Schreibinteressen. IGLU 2006 untersucht, inwieweit digitale Medien im Deutschunterricht zur Entwicklung von Lese- und Rechtschreibkompetenzen eingesetzt werden.

### Die neue Schuleingangsphase
Eine reformierte Schuleingangsphase ist seit Anfang der 1990er Jahre zunächst als Versuch und mittlerweile in vier Bundesländern als Regelmodell eingeführt. Sie nimmt alle schulpflichtigen Kinder und die Kinder, deren Eltern eine vorzeitige Einschulung wünschen, ohne vorherige Feststellung der Schulfähigkeit in teilweise jahrgangsübergreifende Lerngruppen auf. Die IGLU 2006 Studie erfragt die Umsetzung der neuen Schuleingangsphase und setzt sie in Beziehung zur Lesekompetenz der Viertklässler, die unter diesen Bedingungen ihre Schullaufbahn begannen.

### Ganztagsangebote
Seit 2003 werden Ganztagsangebote an Schulen mit dem Investitionsprogramm „Zukunft Bildung und Betreuung“ der Bundesregierung gefördert. Ganztagsschulen und Schulen mit einem Ganztagsangebot weisen unterschiedliche Rhythmisierungen des Schultags und spezifische Angebote auf, beispielsweise im Bereich der Hausaufgabenbetreuung. Sie entwickeln neue Kooperations- und Unterrichtsformen und fördern die Zusammenarbeit mit Einrichtungen aus ihrem nahen Umfeld, um nur einige Beispiele zu nennen. Abgesicherte Erkenntnisse zur Wirkung ganztägiger Angebote in Grundschulen liegen bisher nicht vor.

### Der soziokulturelle Hintergrund der Familien
Gemeinhin wird der soziokulturelle Hintergrund über Variablen des Familieneinkommens, der Bildungsabschlüsse der Eltern, den ausgeübten Beruf des Vaters oder der Mutter sowie über den Migrationshintergrund der Familien erfasst. Nach neueren Modellen sollen aber neben diesen Merkmalen weitere kulturelle und soziale Bedingungen der Familien mit berücksichtigt werden, da auch hier ein deutlicher Einfluss auf die Kompetenzentwicklung der Kinder unterstellt werden kann.

## Institut zur Qualitätsentwicklung im Bildungswesen
Das Institut zur Qualitätsentwicklung im Bildungswesen (IQB) ist eine interdisziplinäre Einrichtung an der Schnittstelle zwischen Wissenschaft und Schulpraxis. Es unterstützt die Arbeiten der Länder in Deutschland zur Sicherung und Verbesserung von Bildungserträgen im Schulsystem.
Primärer Auftrag des IQB ist es, die länderübergreifenden Bildungsstandards zu normieren, zu illustrieren und weiterzuentwickeln. Weiterhin ist es ein Anliegen des IQB, die Schulen dabei zu unterstützen, die Bildungsstandards im Unterricht zu implementieren. Das IQB arbeitet in enger Abstimmung mit den Ländern und kooperiert mit national und international anerkannten Experten sowie mit Institutionen. Die Arbeiten und Ergebnisse des IQB werden den Ländern, Schulen und der Öffentlichkeit zur Verfügung gestellt.

## Kommentare zur IGLU-Studie
Die damalige Bundesbildungsministerin Annette Schavan zeigte sich erfreut über das gute Abschneiden der deutschen Schüler bei der IGLU-Studie 2006, jedoch besorgt darüber, dass in Deutschland die erreichte Kompetenz von der sozialen Herkunft abhängt. Sie sprach sich für frühe Förderung in Kindertageseinrichtungen und im Elternhaus aus.
Schavan: Hier müssen alle weiteren Reformen ansetzen, um Chancengerechtigkeit über die gesamte Bildungslaufbahn hinweg zu ermöglichen. Die Ergebnisse der Untersuchung zeigen auch, dass frühe Förderung der Schlüssel zu mehr Chancengerechtigkeit für alle Kinder ist. In Kindertageseinrichtungen können Begabungen frühzeitig gefördert sowie Benachteiligungen rechtzeitig erkannt und abgebaut werden.
Auf das Defizit, dass Arbeiterkinder auch bei gleicher Lesekompetenz seltener auf das Gymnasium gehen als Kinder aus den Dienstklassen, ging sie nicht ein.

## IGLU Verantwortliche

### IGLU 2006-Konsortium
- Karl-Heinz Arnold, Universität Hildesheim, Institut für Angewandte Erziehungswissenschaft und Allgemeine Didaktik
- Wilfried Bos, Institut für Schulentwicklungsforschung (IFS), Technische Universität Dortmund
- Gabriele Faust, Otto-Friedrich-Universität Bamberg, Lehrstuhl für Grundschulpädagogik und Grundschuldidaktik
- Lilian Fried, Technische Universität Dortmund, Institut für Sozialpädagogik, Erwachsenenbildung und Pädagogik der frühen Kindheit
- Eva-Maria Lankes, Universität Lüneburg, Institut für Schul- und Hochschulforschung
- Knut Schwippert, Westfälische Wilhelms-Universität Münster, Institut II – Schulpädagogik und Allgemeine Didaktik
- Renate Valtin, Humboldt-Universität zu Berlin, Institut für Erziehungswissenschaften

### Kooptierte Mitglieder des Konsortiums IGLU 2006
- Heinz Günter Holtappels, Technische Universität Dortmund, Institut für Schulentwicklungsforschung
- Renate Schulz-Zander, Technische Universität Dortmund, Institut für Schulentwicklungsforschung

### Projektleitung PIRLS / IGLU / IGLU-E 2006
- Sabine Hornberg (Projektleitung), Technische Universität Dortmund, Institut für Schulentwicklungsforschung

### Institut zur Qualitätsentwicklung im Bildungswesen
- Dietlinde Granzer, Institut zur Qualitätsentwicklung im Bildungswesen, Berlin
- Olaf Köller, Institut zur Qualitätsentwicklung im Bildungswesen, Berlin